# Florent Etoga Eily
Florent Etoga Eily est un homme de lettres camerounais. À sa création en 1974, il est le premier directeur général de la Société de presse et d'éditions du Cameroun. Il occupe la même fonction pour la chaîne de télévision nationale CRTV, de sa création le 23 décembre 1985 jusqu'au 26 octobre 1988.

## Biographie

### Enfance, éducation et débuts
Florent Etoga Eily naît le 15 août 1936 à Ebang, dans l’arrondissement de Soa, département de la Mefou-et-Afamba. De 1949 à 1956, il fréquente le Lycée général Leclerc où il obtient un baccalauréat en philosophie. Après, il va en France pour poursuivre ses études à la Sorbonne-père,. Il étudie en Faculté de droit et des sciences économiques et en Faculté des lettres et sciences humaines.
Il est titulaire d'un diplôme d’études supérieures de droit privé, d'une maitrise de lettres classiques, d'un doctorat de 3e cycle et d'un doctorat d’État ès-lettres. De plus, il est agrégé de littérature.

### Carrière

#### Administration
Florent Etoga Eily occupe plusieurs postes et responsabilités au sein de l’administration publique au Cameroun. Au Conseil économique et social, il est secrétaire général-adjoint de 1963 à 1964, puis secrétaire général de 1964 à 1967 et enfin il assure l’intérim du président de cette même institution de 1967 à 1971. Après le passage au Conseil économique et social, il est chargé de mission du président de la République de 1971 à 1974. Il s'ensuit les postes de directeur général de structures de communication au Cameroun.

##### Directeur de la Sopecam
Florent Etoga Eily devient en 1974 le premier directeur général de la Société de presse et d'éditions du Cameroun, société d’Etat qui publie le quotidien Cameroon Tribune.

#### Directeur de la Crtv
Nommé par décret présidentiel n° 88/1625 du 26 octobre 1988, Florent Etoga Eily devient le premier directeur général de la CRTV après son passage à la CTV, prédécesseur de l'organe dont il a la charge.

### Mort (2018)

#### Circonstances
Florent Etoga Eily meurt le 17 février 2018 à l’âge de 82 ans à Yaoundé,, des suites de maladie.

#### Funérailles
Après le dernier hommage rendu à la petite chapelle de l’Hôpital général de Yaoundé, Sosthène Bayemi Matjei, évêque d’Obala préside le 7 avril 2018 la messe pontificale dans son village natal, Soa. La cérémonie se déroule en présence du Ministre Chargé de Mission à la Présidence de la République, Philippe Mbarga Mboa, représentant le chef de l’État, du président du Conseil constitutionnel, des membres du gouvernement camerounais, des parlementaires, du directeur de la Crtv, Charles Ndongo, des amis, parents et de la foule,.

## Décorations et reconnaissances

### Décorations
7 avril 2018: Commandeur,

## Vie privée
À sa mort, il est marié et père de plusieurs enfants et grand-père.